# Tilda Törnqvist
Tilda Margaretha Törnqvist, född den 27 mars 1997, är en svensk influerare och TV-personlighet.
Törnqvist blev känd för allmänheten 2021 då hon medverkade i realityserien Paradise Hotel. Hon har nått en stor publik på sociala medier såsom TikTok. 2023 medverkade hon tillsammans med Isa Östling i Good luck guys Sverige. 2025 var hon tillsammans med hennes pojkvän Sem Bloom programledare för SVT-produktionen Sanningen om våra hormoner.

## Filmografi (i urval)
- 2021 – Paradise Hotel Sverige (TV-serie)
- 2023 – Good luck guys Sverige (TV-serie)
- 2025 – Sanningen om våra hormoner (TV-serie)
- 2025 – Sveriges dummaste, tävlande